# Frères Wan
Les frères Wan sont des frères chinois (les jumeaux Wan Laiming (en) et Wan Guchan (en), ainsi que leurs frères Wan Chaochen (en) et Wan Dihuan (en)) réalisateurs de films d'animation.
Ils réalisèrent notamment le premier dessin animé chinois et asiatique, Muddle the studio ou Uproar in an art studio (1926), muet et en noir et blanc, et le premier long métrage d'animation chinois, qui fut également le troisième long métrage de l'histoire du dessin animé, La Princesse à l'éventail de fer (1941).
Dans leur studio, le célèbre Studio d'animation de Shanghaï, ont également travaillé Jacques Colombat et Kihachirō Kawamoto, pour Tirer sans tirer (Fusha no sha, 1988).